# Simulium pseudequinum
Simulium pseudequinum är en tvåvingeart som beskrevs av Seguy 1921. Simulium pseudequinum ingår i släktet Simulium och familjen knott. Inga underarter finns listade i Catalogue of Life.